# Palais ducal d'Urbin
Pour les articles homonymes, voir Palazzo Ducale.

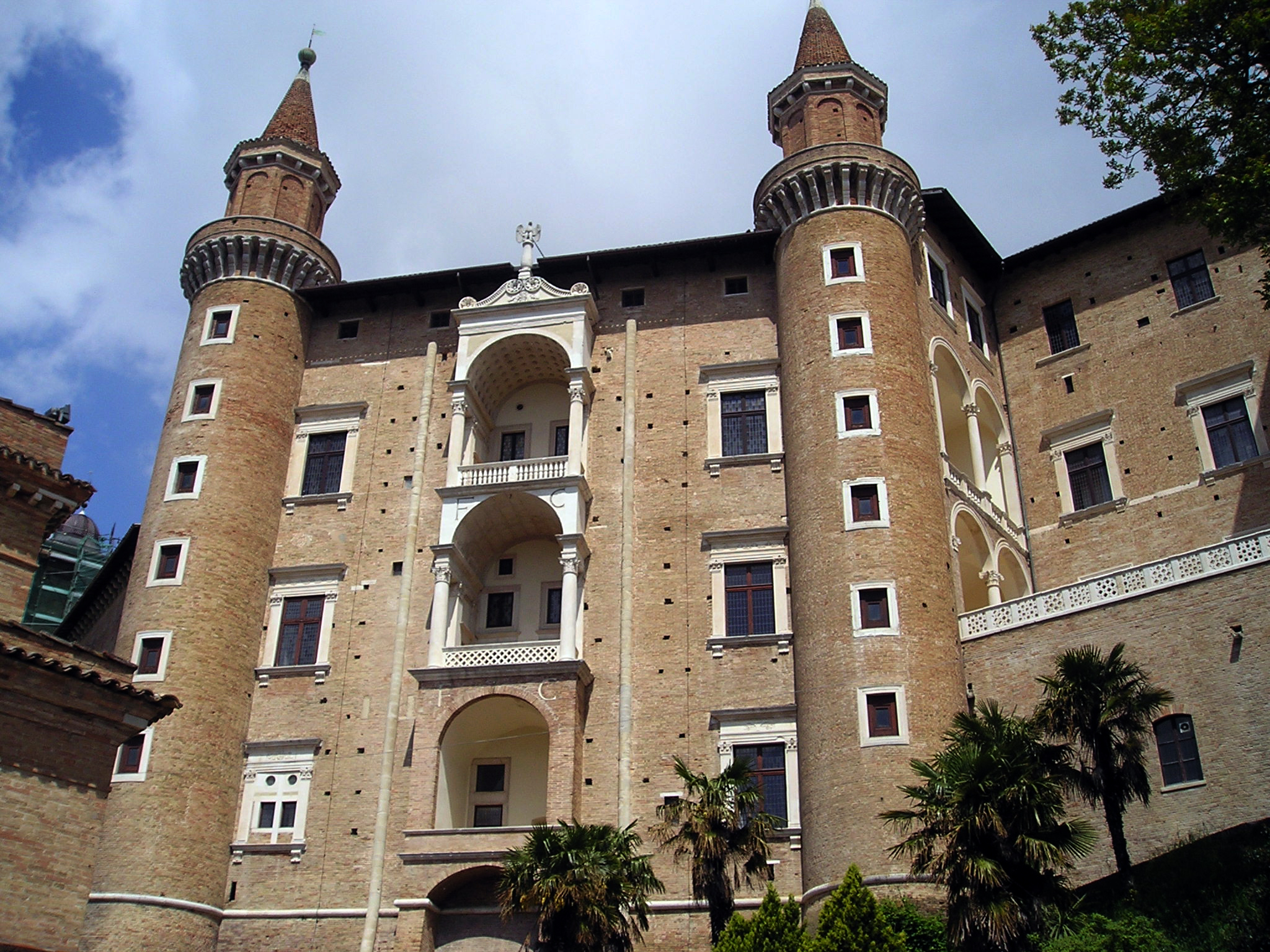
Façade du palais.

Le Palazzo Ducale d'Urbino (en français « Palais ducal d'Urbin ») est un palais ducal qui domine la ville d'Urbino, dans la région des Marches en Province de Pesaro et Urbino.

## Histoire
Frédéric III de Montefeltro fit construire ce palais, l'un des grands joyaux architecturaux de la Première Renaissance, conçu par l'architecte Luciano Laurana entre 1468 et 1482, que Cosimo Rosselli, Roberto Valturio, Federico Barocci et Francesco di Giorgio Martini décorèrent. Ce dernier ayant repris les travaux du palais ducal en 1472, est l'auteur également des plans avec Botticelli de son studiolo, cabinet de travail personnel et intime, réalisé entièrement en trompe-l'œil marqueté par Baccio Pontelli.
Capturé, en même temps que le duché d'Urbino, par César Borgia, en juillet 1502, lors de sa troisième campagne en Romagne (Italie) pour unifier l'Italie, c'est dans ce château que le fils du Pape Alexandre VI reçut la délégation florentine pour négociation. Au sein de cette délégation, on trouve Machiavel, à qui cette première rencontre inspira notamment par la suite dans la rédaction de son célèbre ouvrage Le Prince.
Le palais héberge aujourd'hui le siège et les collections de la Galerie nationale des Marches (Galleria Nazionale delle Marche), un des plus importants musées d'œuvres de la Renaissance.

## Architecture du palais

### Situation
Le palais est bâti en surplomb de la vallée de la Foglia, à 460 mètres de hauteur. La ville d'Urbino est en effet construite sur un site de promontoire spectaculaire qui avance tel la proue d'un navire entre les vallées du Metauro et de Foglia. Frédéric III de Montefeltro profita de ces caractéristiques géographiques lorsqu'il fit construire l'édifice.
Le palais n'a jamais eu de destination militaire: en comblant le profond fossé qui, au pied des murailles, protégeait la porte de la ville, Frédéric III de Montefeltro lui a ôté sa fonction défensive.

### Extérieur
La façade est puissante et escarpée, flanquée de deux minces tours crénelées encadrant des loggias superposées. Les tours d'angle circulaires, qui évoquent le palais des Papes d'Avignon, ont une fonction symbolique et non militaire. 
L'entrée se fait, non pas par le portail monumental qui n'est qu'une architecture fictive qui signale la force mais interdit l'accès, mais par l'intérieur de la ville. 

### Intérieur
Le cortile, lieu public, est le centre du palais et est même désigné par Alberti comme l'atrium pénétré de la dignitas du prince. L'héraldique des Montefeltro décore les chapiteaux et des inscriptions lapidaires détaillent leurs victoires militaires passées. Il donne notamment accès au rez-de-chaussée à la bibliothèque qui est ouverte à tous ceux qui ont soif de connaissances.
Au premier étage, la salla publica, au décor majestueux, est le lieu des manifestations publiques. Le prince accordait certaines audiences dans le Salotto, lieu privé où l'on pouvait aussi manger. Son thème iconographique est le triomphe de l'amour. A côté, la chambre à coucher est une salle d'apparat et non un lieu privé.

### Le studiolo
Cette pièce est aussi un lieu de réception des hôtes de marque. 
Ce cabinet particulier est une pièce fermée, de 3,60 × 3,35 m, dont les parois sont entièrement recouvertes de marqueterie de bois, œuvre entièrement en trompe-l'œil et en représentation perspective, qui expose les visions humanistes du duc, les activités et les savoirs abordés par le prince : livres, sphère armillaire, galerie de 28 portraits des hommes illustres (dispersés)… 
Une œuvre similaire avait été exécutée au palais de Gubbio pour Guidobaldo Ier de Montefeltro (toutes les boiseries marquetées ont été transférées, en 1939, au MET de New York).

### Les chapelles
Ce sont en fait deux temples, l'un consacré aux Muses, l'autre au christianisme.

## La Galerie nationale des Marches
Ce musée, un des plus importants sur la Renaissance italienne, expose des œuvres majeures :
- des primitifs flamands,
- des peintres italiens de la Renaissance :
  - Paolo Uccello : Le Miracle de l'hostie profanée
  - Piero della Francesca : La Flagellation du Christ, La Madonna di Senigallia
  - Raphaël Sanzio : La Muette
  - Melozzo da Forlì
  - Timoteo della Vite
  - Titien